# Jarvis Hayes
Jarvis James Hayes (Atlanta, 9 agosto 1981) è un ex cestista statunitense naturalizzato qatariota, professionista nella NBA e in Europa.

## Carriera
È stato selezionato dai Washington Wizards al primo giro del Draft NBA 2003 (10ª scelta assoluta).
Con il Qatar ha disputato i Campionati asiatici del 2013.

## Statistiche

### College
| Anno      | Squadra          | PG | PT | MP   | TC%  | 3P%  | TL%  | RP  | AP  | PRP | SP  | PP   |
| --------- | ---------------- | -- | -- | ---- | ---- | ---- | ---- | --- | --- | --- | --- | ---- |
| 1999-2000 | WCU Catamounts   | 28 | 26 | 28,0 | 42,4 | 36,2 | 76,7 | 5,4 | 1,0 | 1,6 | 0,5 | 17,1 |
| 2001-2002 | Georgia Bulldogs | 29 | 29 | 33,8 | 45,1 | 32,7 | 76,5 | 5,2 | 1,6 | 1,2 | 0,5 | 18,6 |
| 2002-2003 | Georgia Bulldogs | 27 | 27 | 32,3 | 50,3 | 42,5 | 78,4 | 4,4 | 2,0 | 1,1 | 0,4 | 18,3 |
| Carriera  | Carriera         | 84 | 82 | 31,4 | 45,7 | 36,9 | 77,2 | 5,0 | 1,5 | 1,3 | 0,5 | 18,0 |

### NBA

#### Regular Season
| Anno      | Squadra         | PG  | PT  | MP   | TC%  | 3P%  | TL%  | RP  | AP  | PRP | SP  | PP   |
| --------- | --------------- | --- | --- | ---- | ---- | ---- | ---- | --- | --- | --- | --- | ---- |
| 2003-2004 | Wash. Wizards   | 70  | 42  | 29,2 | 40,0 | 30,5 | 78,6 | 3,8 | 1,5 | 1,0 | 0,2 | 9,6  |
| 2004-2005 | Wash. Wizards   | 54  | 22  | 28,9 | 38,9 | 34,1 | 83,9 | 4,2 | 1,7 | 0,9 | 0,2 | 10,2 |
| 2005-2006 | Wash. Wizards   | 21  | 13  | 24,6 | 42,1 | 36,2 | 83,3 | 3,6 | 1,3 | 0,8 | 0,0 | 9,3  |
| 2006-2007 | Wash. Wizards   | 81  | 17  | 20,1 | 41,0 | 36,1 | 84,5 | 2,6 | 1,0 | 0,6 | 0,2 | 7,2  |
| 2007-2008 | Detroit Pistons | 82  | 1   | 15,7 | 43,1 | 37,6 | 75,0 | 2,2 | 0,8 | 0,6 | 0,1 | 6,7  |
| 2008-2009 | N.J. Nets       | 74  | 1   | 24,8 | 44,5 | 38,5 | 69,2 | 3,6 | 0,7 | 0,7 | 0,1 | 8,7  |
| 2009-2010 | N.J. Nets       | 45  | 9   | 23,0 | 42,1 | 33,5 | 77,8 | 2,4 | 0,9 | 0,6 | 0,2 | 7,8  |
| Carriera  | Carriera        | 427 | 115 | 23,2 | 41,5 | 35,6 | 79,8 | 3,1 | 1,1 | 0,7 | 0,1 | 8,3  |

#### Play-off
| Anno     | Squadra         | PG | PT | MP   | TC%  | 3P%  | TL%  | RP  | AP  | PRP | SP  | PP   |
| -------- | --------------- | -- | -- | ---- | ---- | ---- | ---- | --- | --- | --- | --- | ---- |
| 2007     | Wash. Wizards   | 4  | 4  | 34,8 | 32,6 | 36,8 | 85,7 | 3,5 | 1,0 | 0,5 | 0,3 | 10,8 |
| 2008     | Detroit Pistons | 11 | 0  | 5,5  | 30,0 | 35,7 | 0,0  | 1,5 | 0,4 | 0,1 | 0,2 | 2,1  |
| Carriera | Carriera        | 15 | 4  | 13,3 | 31,6 | 36,4 | 85,7 | 2   | 0,5 | 0,2 | 0,2 | 4,4  |

## Palmarès

### Squadra
- Campionato rumeno: 1

Asesoft Ploiești: 2014-2015
- Coppa di Russia: 1

Krasnye Kryl'ja Samara: 2011-2012

### Individuale
- NBA All-Rookie Second Team (2004)